# Mussismilia
Genre
Mussismilia est un genre de coraux durs de la famille des Mussidae.

## Liste d'espèces
Selon World Register of Marine Species (10 juillet 2015) et ITIS (10 juillet 2015), le genre Mussismilia comprend les espèces suivantes :
- Mussismilia braziliensis Verrill, 1868
- Mussismilia harttii Verrill, 1868
- Mussismilia hispida Verrill, 1901